# Rahel Sanzara
Rahel Sanzara (také Sansara; rodným jménem Johanna Bleschke; 9. února 1894, Jena - 8. února 1936, Berlín) byla německá tanečnice, herečka a spisovatelka.

## Život
Narodila se jako nejstarší ze čtyř dětí v hudebnické rodině. Nejprve navštěvovala dívčí obchodní školu. V roce 1912 se odešla učit knihvazačkou do Blankenburgu. Následujícího roku 1913 odešla do Berlína, kde pracovala v nakladatelství jako písařka a korektorka. Zde se poprvé setkala s lékařem a spisovatelem Ernstem Weissem, který ji povzbuzoval v jejích uměleckých ambicích. Dochováno zůstalo více než 200 dopisů a polních lístků, které jí Weiss napsal z fronty během let 1916-1918.  V roce 1914 absolvovala rychlý kurs pro zdravotnické sestry. Současně navštěvovala v letech 1914 - 1915 taneční kursy u Rity Sacchetto. V roce 1916 debutovala ve filmu Der Fall Routt..!. Poté studovala herectví u Otto Falkenberga v Mnichově. Od roku 1921 byla angažována v Hesenském státním divadle v Darmstadtu. V červnu 1923 vystoupila jako host v Praze v inscenaci Leonore od Ernsta Weisse a zaznamenala veliký úspěch (režie: Hans Demetz). Vystupovala rovněž v recitačních večerech z Weissovy poezie. Divadla ale v roce 1924 zanechala a dále se věnovala pouze literatuře.
Její první román Ztracené dítě (Das verlorene Kind) způsobil veliký rozruch pro svůj námět - sexuální násilí v rodině. Kniha byla oceněna Kleistovou cenou, kterou ale autorka odmítla. Vyšla v několika vydáních a byla přeložena do jedenácti jazyků. Někteří kritici ale dílo napadli jako plagiát. Po roce 1933 byla kniha zakázána, jednak pro svůj námět a rovněž proto, že kvůli svému pseudonymu byla autorka považována za Židovku.
Její další literární díla zůstala bez odezvy.
V roce 1927 se provdala za židovského bankovního makléře Waltera Davidsohna. Ten po nástupu nacismu emigroval do Francie. Rahel zůstala v Berlíně, kde zemřela v roce 1936 po dlouhé nemoci. Pohřbena je na hřbitově Wilmersdorfer Waldfriedhof Stahnsdorf v Berlíně.

## Spisy
- Das verlorene Kind (Ztracené dítě), román, Ullstein, Berlin 1926
- Die glückliche Hand, román, vyšlo časopisecky v Vossische Zeitung v březnu 1933, knižně pak ve Švýcarsku v roce 1936
- Hochzeit der Armen., román, nepublikováno, ztraceno